# Роберт Піктон
Роберт Вільям Пі́ктон (англ. Robert William Pickton; 24 жовтня 1949, Порт Коквітлам, Британська Колумбія, Канада — 31 травня 2024) — канадський серійний вбивця, якого було визнано винним у шістьох вбивствах другого ступеня важкості. Також він звинувачувався у двадцяти інших вбивствах, але у 2010 році ці звинувачення були відкладені. Всі залишки, знайдені на свинофермі Піктона та його брата Девіда належали жінкам, більшість з яких були повіями та наркоманками з неблагополучного ванкуверського району Іст-Сайд. У грудні 2007 року Піктон був засуджений до довічного позбавлення волі без права на дострокове звільнення протягом наступних 25 років, що в Канаді є максимальним покаранням за вбивство.
За заявою державного прокурора Канади від 22 січня 2007 року, перебуваючи під арештом, Піктон зізнався своєму сусідові, поліцейському під прикриттям ще в 49 вбивствах і заявив, що вбив би ще з метою довести число жертв до п'ятдесяти, але потрапив під арешт, бо був «неохайний» (англ. sloppy).

У 2016 році на сайті Amazon з'явилася книга під авторством Michael Chilldres, яку ймовірно написав ув'язненний Роберт Піктон. У книзі Піктон наполягає на своїй невинуватості і запевняє, що його підставила канадська поліція. За кілька годин після того, видавництво із Колорадо Outskirts Press звернулося з вимогою зняти книгу з продажу на сайті і вибачилось перед родинами загиблих. Цій події CTV News присвятила чотири відео у своїх випусках.